# Viseon
Viseon war ein deutscher Omnibushersteller mit Sitz in Pilsting. Er entstand im Jahr 2008 als Viseon Bus GmbH zur Fortführung eines Teils der Produktion des Omnibusherstellers Neoplan, nachdem dieser von der MAN Nutzfahrzeuge AG gekauft worden war. Am 26. April 2013 meldete Viseon Insolvenz an.

## Geschichte
Nachdem die MAN Nutzfahrzeuge AG im Frühjahr 2008 angekündigt hatte, das Neoplan-Werk in Pilsting aufzugeben, verhandelte der ehemalige Neoplan-Geschäftsführer Joachim Reinmuth mit MAN, um die Produktion unter dem Dach eines neuen Unternehmens weiterführen zu können. Dazu gründete er am 1. Juli 2008 die Viseon Bus GmbH. Im Februar 2009 wurden die Verträge mit MAN unterzeichnet. Am 1. April 2009 begann das neue Unternehmen mit der Produktion, wofür Teile des Grundstücks sowie die Hauptfertigungshalle mit einer Fläche von 20.000 Quadratmetern von Neoplan übernommen wurden. Das Unternehmen führte die Produktion von Omnibussen und Oberleitungsbussen am Standort fort. 2013 wurde die Busproduktion in Pilsting eingestellt, die Betriebsgebäude wurden an ein Logistikunternehmen verkauft.

## Gesellschafter
Joachim Reinmuth war geschäftsführender Gesellschafter der Viseon Bus GmbH. Er hielt die Kapitalmehrheit (61 Prozent) und verantwortete den Vertrieb, die Produktion sowie den kaufmännischen Bereich. Weiterer Gesellschafter war Ernö Bartha, der ehemalige Leiter der Bustechnik bei MAN. Er war seit 1. April 2009 als Geschäftsführer für Technik, Einkauf und Qualität verantwortlich (39 Prozent). Mit einer Minderheitsbeteiligung von rund zehn Prozent war die MAN Nutzfahrzeuge AG bis Mai 2010 beteiligt.

## Geschäftsfelder
Die Viseon Bus GmbH betrieb insgesamt fünf Geschäftsfelder:

### Viseon A-series (Flughafenbusse)

#### Flughafenbusse der Marke Neoplan

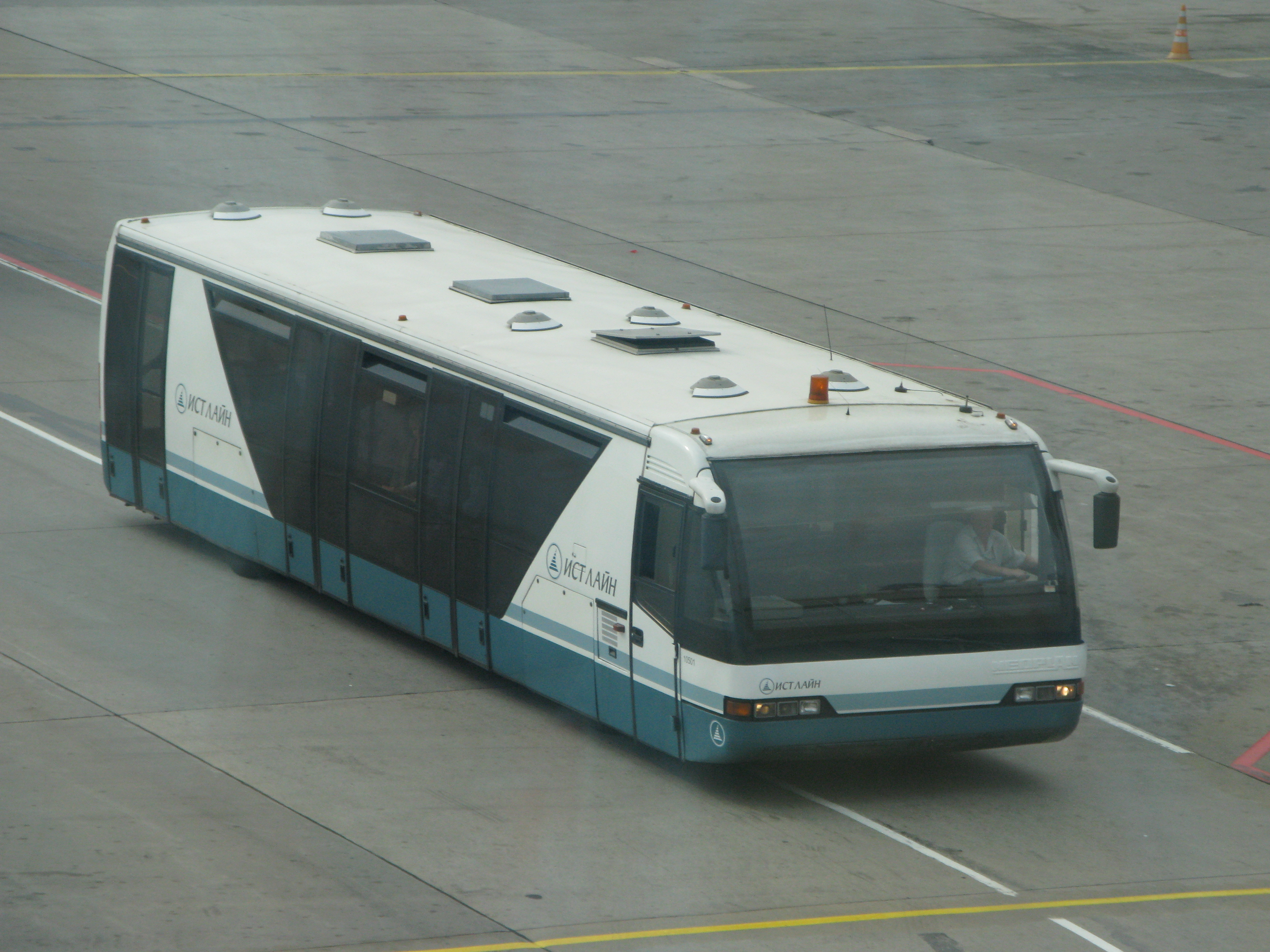
Neoplan-Flughafenbus in Moskau (noch von Neoplan hergestellt)

Die Spezialbusse zur Beförderung von Flugpassagieren zwischen Terminal und Flugzeug sind bis zu 3,50 m breit und bis zu 14,70 m lang. Je nach Länge lassen sich damit zwischen 70 und 110 Fluggäste befördern. Die Flughafenbusse wurden bisher unter Lizenz von Neoplan bei Tovarna Vozil Maribor (TVM) in Slowenien gefertigt und wurden dann ab 2009 in Pilsting produziert.

### Viseon C-series (Premium-Reisebusse)
Viseon entwickelte, fertigte und vertrieb Reisebusse im oberen Qualitäts- und Ausstattungssegment unter der eigenen Marke. Diese deckten als Ergänzung des Neoplan-Reisebusprogramms Längen und Höhen ab, die bei Neoplan nicht erhältlich sind.
Anfang Mai 2010 wurde der C10, ein Reisebus mit 10,40 Metern Länge, den Busunternehmern in Pilsting präsentiert. Es waren auch der C11 mit 11,4 m Länge und der C13 mit 12,7 m Länge erhältlich.

### Viseon L-series (Linienbusse)

#### Liniendoppeldecker (Viseon LDD)

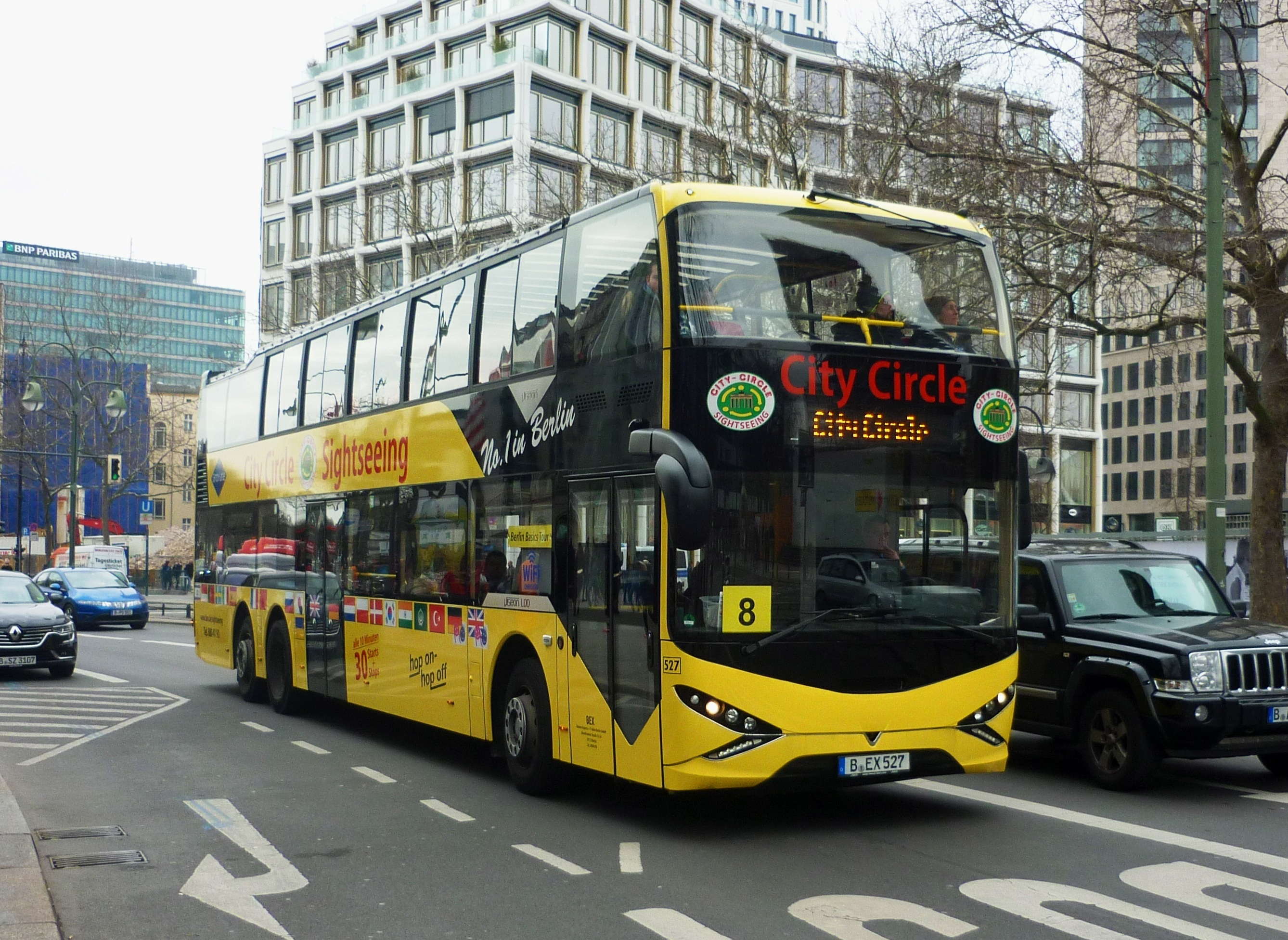
Viseon LDD als Sightseeing-Bus in Berlin

Viseon hatte 2010 den Viseon LDD14 auf der IAA-Nutzfahrzeuge vorgestellt. Dieser war als 2-Türer, 3-Türer und als Open-Top-Variante lieferbar.

#### Oberleitungsbusse (Viseon LT)
Viseon produziert und vertreibt Oberleitungsbusse sowohl als Solo- wie auch als Gelenkbus.

### Viseon S-series (Individuelle Busausbauten)
Viseon veränderte Reisebusse nach Kundenwunsch. Angeboten wurden Multimediaanlage, Tische, Rundsitzecke und Stehküche sowie Komplettumbau. Eingesetzt wurden diese Fahrzeuge bei Busunternehmen mit Reisen im Premium-Segment oder als Mannschaftsbusse im Sport.

### Auftragsentwicklung und Auftragsfertigung für die MAN Truck & Bus AG
Viseon entwickelte und fertigte im Auftrag von Neoplan die neue Generation der Reisedoppeldecker-Baureihe Neoplan Skyliner.

## Fahrzeugbaureihen
| Typ                                        | Länge    | Breite  | Höhe    |     | Baujahre | Plätze (Sitz/Steh) | Zul. Gesamtgewicht | Motor             |
| ------------------------------------------ | -------- | ------- | ------- | --- | -------- | ------------------ | ------------------ | ----------------- |
| VISEON A-series (Flughafenbusse)           |          |         |         |     |          |                    |                    |                   |
| N9112                                      | 13,310 m | 2,750 m | 3,000 m | ED  |          | 5/96               | 18.750 kg          | MAN               |
| N9112K                                     | 11,950 m | 2,750 m | 3,000 m | ED  |          | 5/81               | 18.000 kg          | MAN               |
| N9112L                                     | 14,720 m | 2,750 m | 3,000 m | ED  |          | 5/116              | 20.400 kg          | MAN               |
| N9122                                      | 13,310 m | 3,170 m | 3,000 m | ED  |          | 6/117              | 20.400 kg          | MAN               |
| N9122L                                     | 14,720 m | 3,170 m | 3,000 m | ED  |          | 6/137              | 23.690 kg          | MAN               |
| VISEON C-series (Reisebusse)               |          |         |         |     |          |                    |                    |                   |
| C10                                        | 10,400 m | 2,550 m | 3,560 m | ED  | 2010-    | 41                 | 16.000 kg          | MAN               |
| C11                                        | 11,375 m | 2,550 m | 3,560 m | ED  | 2011-    | 45                 | 18.000 kg          | MAN               |
| C12 HD                                     | 12,000 m | 2,550 m | 3,780 m | ED  | 2011-    | 49                 | 18.000 kg          | MAN               |
| C13                                        | 12,700 m | 2,550 m | 3,560 m | ED  | 2010-    | 53                 | 18.000 kg          | MAN               |
| VISEON L-series (Stadtbusse / Linienbusse) |          |         |         |     |          |                    |                    |                   |
| LDD13                                      | 12,600 m | 2,550 m | 4,000 m | DD  | 2012-    | 91/29              | 26.000 kg          | MAN D 2066 LOH 28 |
| LDD14                                      | 14,000 m | 2,550 m | 4,000 m | DD  | 2010-    | 103/30             | 26.000 kg          | MAN D 2066 LOH 28 |
| LT20                                       | 19,515 m | 2,550 m | 3,600 m | GLZ | 2011-    | 44/85              | 33.200 kg          | Vossloh Kiepe     |
| Typ                                        | Länge    | Breite  | Höhe    |     | Baujahre | Plätze (Sitz/Steh) | Zul. Gesamtgewicht | Motor             |
|                                            |          |         |         |     |          |                    |                    |                   |

ED = Eindecker
DD = Doppeldecker
GLZ = Gelenkzug
T = Trolleybus

## Mitarbeiter
Das Unternehmen begann mit 215 Mitarbeitern. 174 von ihnen waren ehemalige Neoplan-Beschäftigte, weitere 21 waren Neoplan-Auszubildende, zudem wurden einige Mitarbeiter neu eingestellt.